# 蛮子门

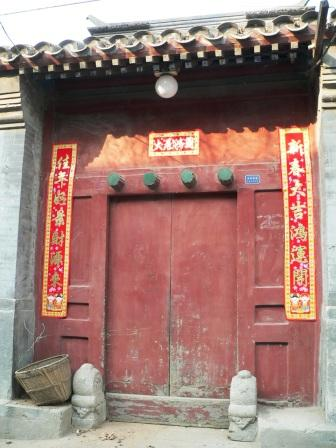
北京四合院的蛮子门

蛮子门是中国古代建筑的一种屋宇式宅门，等级低于广亮大门、金柱大门，高于如意门，为富裕人家使用。與如意門不同之處在於不砌磚牆而是全部用木裝修。
蛮子门的门扉位于檐柱之间，门前无廊，门框上有四颗门簪，没有雀替。该种门可能来源自漢族民居，滿族人對漢族人常蔑稱為蠻子，如玄燁：「蠻子哪有一個好人」，可能因此而得名。亦經常出現在限定旗人居住的內城，故不存在只使用於外來富商的說法。